# Vicdessos (Fluss)
Der Vicdessos ist ein Fluss in Frankreich, der im Département Ariège in der Region Okzitanien verläuft. Sein Quellbach Ruisseau de Médécourbe entspringt in den Pyrenäen, nahe der Grenze zu Spanien, an der Ostflanke des Brèche des Lavans (2664 m), im Gemeindegebiet von Auzat. Er entwässert generell Richtung Nord bis Nordost durch den Regionalen Naturpark Pyrénées Ariégeoises und mündet nach rund 37 Kilometern im Stadtgebiet von Tarascon-sur-Ariège als linker Nebenfluss in die Ariège.

## Orte am Fluss
- Auzat
- Vicdessos
- Capoulet-et-Junac
- Niaux
- Tarascon-sur-Ariège